# Boca Norte
Boca Norte è un teen drama spagnolo trasmesso in streaming creato da Eva Mor per Playz. Prodotto da RTVE in collaborazione con Lavinia Audiovisual e diretto da Dani de la Orden ed Elena Trapé, è interpretato da Begoña Vargas, David Solans, Marina Castro, Guillermo Lasheras, Jasmine Roldán, Júlia Creus e Guillermo Campra.

## Trama
Ambientata a Barcellona, la serie segue Andrea, una ragazza benestante appena trasferitasi in un quartiere povero. Al suo arrivo, è costretta dal padre a unirsi ad un centro culturale, "Boca Norte", dove incontra nuove persone con un debole per la musica trap e il ballo. La serie tratta temi come la bisessualità e la dipendenza dai social media.

## Interpreti e personaggi
- Begoña Vargas è Andrea.[1][2]
- David Solans è Dani.[1][2]
- Guillermo Lasheras è Andy.[1][2]
- Jasmine Roldán è Sarah.[1][2]
- Júlia Creus è Katy.[1][2]
- Marina Castro è Maria.[1][2]
- Guillermo Campra è DJ Lu.[1][2]

## Produzione e distribuzione
Creata da Eva Mor, la serie è stata prodotta dalla RTVE in collaborazione con Lavinia Audiovisual per la piattaforma di streaming di RTVE Playz.
La sceneggiatura è stata scritta da Eva Baeza insieme a Miguel Ibáñez, mentre gli episodi sono stati diretti da Dani de la Orden ed Elena Trapé. Eugenio Saavedra, Carlos Mochales e Agustín Alonso sono stati accreditati come produttori esecutivi per conto di RTVE, mentre Rubén Mayoral è stato accreditato come produttore esecutivo per conto della Lavinia Audiovisual.
Le riprese sono iniziate a luglio 2018 a Barcellona. Nel novembre 2018, la serie è stata pre-proiettata allo Zoom Festival di Igualada. Playz ha rilasciato la stagione di 6 episodi il 23 gennaio 2019.

## Episodi
| Stagione       | Episodi | Pubblicazione Spagna | Pubblicazione Italia |
| -------------- | ------- | -------------------- | -------------------- |
| Prima stagione | 6       | 2019                 | 2021                 |

## Riconoscimenti
- 2019 - Ondas Awards[7]
  - Best Streaming Content